# Tsjecho-Slowakije op de Olympische Winterspelen 1988
Tijdens de Olympische Winterspelen van 1988, die in Calgary (Canada) werden gehouden, nam Tsjecho-Slowakije voor de vijftiende keer deel.

## Medailleoverzicht
| Sport          | Olympiër                                            | Discipline                     | Medaille |
| -------------- | --------------------------------------------------- | ------------------------------ | -------- |
| Schansspringen | Pavel Ploc                                          | normale schans individueel (m) | Zilver   |
| Schansspringen | Jiří Malec                                          | normale schans individueel (m) | Brons    |
| Langlaufen     | Radim Nyč Václav Korunka Pavel Benc Ladislav Švanda | 4x10 km estafette (m)          | Brons    |

## Deelnemers en resultaten

### Alpineskiën
| Olympiër           | Discipline       | Resultaat | Prestatie                                                                           |
| ------------------ | ---------------- | --------- | ----------------------------------------------------------------------------------- |
| Adrian Bireš       | afdaling (m)     | 33e       | 2.06,34 (+6,71)                                                                     |
| Adrian Bireš       | super g (m)      | 23e       | 1.45,33 (+5,67)                                                                     |
| Adrian Bireš       | reuzenslalom (m) | dnf-1     | opgave run 1                                                                        |
| Adrian Bireš       | slalom (m)       | 15e       | 1.45,13 (+5,66) 54,88+50,25                                                         |
| Adrian Bireš       | combinatie (m)   | 8e        | 68,5 (+31,95) afdaling: 36,87 p. (1.50,24) slalom: 31,63 p. (1.28,94: 45,94+43,00)  |
| Peter Jurko        | afdaling (m)     | 29e       | 2.05,32 (+5,69)                                                                     |
| Peter Jurko        | super g (m)      | 27e       | 1.46,03 (+6,37)                                                                     |
| Peter Jurko        | reuzenslalom (m) | 33e       | 2.15,50 (+9,13) 1.09,21+1.06,29                                                     |
| Peter Jurko        | slalom (m)       | 13e       | 1.42,21 (+2,74) 53,50+48,71                                                         |
| Peter Jurko        | combinatie (m)   | 5e        | 58,56 (+22,01) afdaling: 37,42 p. (1.50,29) slalom: 21,14 p. (1.27,61: 44,32+43,29) |
|                    |                  |           |                                                                                     |
| Lenka Kebrlová     | reuzenslalom (v) | 23e       | 2.15,17 (+8,68) 1.04,09+1.11,08                                                     |
| Lenka Kebrlová     | slalom (v)       | 12e       | 1.42,12 (+5,43) 51,01+51,11                                                         |
| Lenka Kebrlová     | combinatie (v)   | 5e        | 60,87 (+31,62) afdaling: 30,4 p. (1.18,43) slalom: 30,47 p. (1.24,38: 40,91+43,47)  |
| Lucia Medzihradská | afdaling (v)     | 10e       | 1.27,28 (+1,42)                                                                     |
| Lucia Medzihradská | reuzenslalom (v) | 20e       | 2.14,43 (+7,94) 1.03,79+1.10,64                                                     |
| Lucia Medzihradská | slalom (v)       | 13e       | 1.42,18 (+5,49) 51,08+51,10                                                         |
| Lucia Medzihradská | combinatie (v)   | 6e        | 63,56 (+34,31) afdaling: 33,34 p. (1.18,62) slalom: 30,22 p. (1.24,35: 41,62+42,73) |
| Ludmila Milanová   | afdaling (v)     | 24e       | 1.30,42 (+4,56)                                                                     |
| Ludmila Milanová   | super g (v)      | 29e       | 1.23,92 (+4,89)                                                                     |
| Ludmila Milanová   | reuzenslalom (v) | dnf-1     | opgave run 1                                                                        |
| Ludmila Milanová   | slalom (v)       | dnf-2     | opgave run 2 53,93+dnf                                                              |
| Ludmila Milanová   | combinatie (v)   | dnf-a     | opgave afdaling                                                                     |

### Biatlon
| Olympiër                                                 | Discipline             | Resultaat | Prestatie |
| -------------------------------------------------------- | ---------------------- | --------- | --- |
| František Chládek                                        | 20 km (m)              | 44e       | 1:04.01,3 (+8.28,0) pen.: 4 (1 + 1 + 1 + 1)                                                                                 |
| Jiří Holubec                                             | 10 km (m)              | 28e       | 27.29,8 (+2.21,7) pen.: 3 (0 + 3)                                                                                           |
| Jiří Holubec                                             | 20 km (m)              | 32e       | 1:02.08,3 (+6.35,0) pen.: 5 (0 + 2 + 1 + 2)                                                                                 |
| Tomáš Kos                                                | 10 km (m)              | 24e       | 27.13,5 (+2.05,4) pen.: 1 (0 + 1)                                                                                           |
| Tomáš Kos                                                | 20 km (m)              | 22e       | 1:01.02,7 (+5.29,4) pen.: 3 (0 + 1 + 0 + 2)                                                                                 |
| Jan Matouš                                               | 10 km (m)              | 16e       | 26.33,3 (+1.25,2) pen.: 1 (0 + 1)                                                                                           |
| Jan Matouš                                               | 20 km (m)              | 14e       | 59.35,3 (+3.02,0) pen.: 3 (1 + 0 + 0 + 2)                                                                                   |
| Jaromír Šimůnek                                          | 10 km (m)              | 34e       | 27.38,6 (+2.30,5) pen.: 1 (0 + 1)                                                                                           |
| Team Jiří Holubec František Chládek Tomáš Kos Jan Matouš | 4x7,5 km estafette (m) | 11e       | 1:30.48,8 (+8.18,8) pen.: 3 21.53,2 pen.: 0 (0 + 0) 23.52,7 pen.: 3 (3 + 0) 23.32,2 pen.: 0 (0 + 0) 21.30,7 pen.: 0 (0 + 0) |

### Kunstrijden
| Olympiër                     | Discipline | Resultaat | Prestatie                                                        |
| ---------------------------- | ---------- | --------- | ---------------------------------------------------------------- |
| Petr Barna                   | mannen     | 13e       | 27,0 punten (verpl. figuren: 15 - korte kür: 15 - lange kür: 12) |
| Iveta Voralová               | vrouwen    | 20e       | 37,0 punten (verpl. figuren: 22 - korte kür: 12 - lange kür: 19) |
| Lenka Knapová René Novotný   | paarrijden | dnf       | opgave (korte kür: 9 - lange kür: niet gestart)                  |
| Viera Řeháková Ivan Havránek | ijsdansen  | 15e       | 29,4 punten (verpl. dans: 14 - org. dans: 15 - vrije dans: 15)   |

### Langlaufen
| Olympiër                                                                 | Discipline            | Resultaat | Prestatie                                           |
| ------------------------------------------------------------------------ | --------------------- | --------- | --------------------------------------------------- |
| Pavel Benc                                                               | 15 km klassiek (m)    | 41e       | 46.01,6 (+4.42,7)                                   |
| Pavel Benc                                                               | 50 km vrije stijl (m) | 27e       | 2:12.08,4 (+7.37,5)                                 |
| Václav Korunka                                                           | 15 km klassiek (m)    | 28e       | 44.47,6 (+3.28,7)                                   |
| Petr Lisican                                                             | 30 km klassiek (m)    | 29e       | 1:31.23,1 (+6.56,8)                                 |
| Petr Lisican                                                             | 50 km vrije stijl (m) | 23e       | 2:11.44,4 (+7.13,5)                                 |
| Radim Nyč                                                                | 30 km klassiek (m)    | 25e       | 1:30.34,4 (+6.08,1)                                 |
| Radim Nyč                                                                | 50 km vrije stijl (m) | 20e       | 2:10.46,3 (+6.15,4)                                 |
| Martin Petrásek                                                          | 15 km klassiek (m)    | 43e       | 46.07,8 (+4.48,9)                                   |
| Martin Petrásek                                                          | 30 km klassiek (m)    | 32e       | 1:31.56,1 (+7.29,8)                                 |
| Ladislav Švanda                                                          | 15 km klassiek (m)    | 19e       | 43.40,9 (+2.22,0)                                   |
| Ladislav Švanda                                                          | 30 km klassiek (m)    | 17e       | 1:28.55,1 (+4.28,8)                                 |
| Ladislav Švanda                                                          | 50 km vrije stijl (m) | 15e       | 2:09.08,1 (+4.37,2)                                 |
| Team Radim Nyč Václav Korunka Pavel Benc Ladislav Švanda                 | 4x10 km estafette (m) | Brons     | 1:45.22,7 (+1.24,1) 26.27,4 26.12,8 26.28,8 26.13,7 |
|                                                                          |                       |           |                                                     |
| Lubomíra Balážová                                                        | 5 km klassiek (v)     | 30e       | 16.30,9 (+1.26,9)                                   |
| Lubomíra Balážová                                                        | 10 km klassiek (v)    | 27e       | 32.30,3 (+2.22,0)                                   |
| Lubomíra Balážová                                                        | 20 km vrije stijl (v) | 33e       | 1:02.25,0 (+6.31,4)                                 |
| Alžbeta Havrančíková                                                     | 5 km klassiek (v)     | 29e       | 16.28,3 (+1.24,3)                                   |
| Alžbeta Havrančíková                                                     | 10 km klassiek (v)    | 31e       | 32.59,1 (+2.50,8)                                   |
| Alžbeta Havrančíková                                                     | 20 km vrije stijl (v) | 13e       | 58.51,4 (+2.57,8)                                   |
| Viera Klimková                                                           | 5 km klassiek (v)     | 22e       | 16.14,1 (+1.10,1)                                   |
| Viera Klimková                                                           | 10 km klassiek (v)    | 35e       | 33.23,0 (+3.14,7)                                   |
| Viera Klimková                                                           | 20 km vrije stijl (v) | 17e       | 59.22,5 (+3.28,9)                                   |
| Ivana Rádlová                                                            | 5 km klassiek (v)     | 38e       | 16.43,6 (+1.39,6)                                   |
| Ivana Rádlová                                                            | 20 km vrije stijl (v) | 34e       | 1:02.25,4 (+6.31,8)                                 |
| Team Lubomíra Balážová Viera Klimková Ivana Rádlová Alžbeta Havrančíková | 4x5 km estafette (v)  | 7e        | 1:03.37,1 (+3.46,0) 16.45,8 15.28,3 16.28,4 14.54,6 |

### Noordse combinatie
| Olympiër                                       | Discipline      | Resultaat | Prestatie |
| ---------------------------------------------- | --------------- | --------- | --- |
| Miroslav Kopal                                 | individueel (m) | 7e        | +1.32,5 — schans: 208,7 p — 15 km: 38.48,0 |
| Ladislav Patráš                                | individueel (m) | 21e       | +3.57,4 — schans: 196,8 p — 15 km: 39.53,5 |
| Ján Klimko                                     | individueel (m) | 27e       | +4.38,8 — schans: 198,1 p — 15 km: 40.43,6 |
| František Repka                                | individueel (m) | 30e       | +5.02,6 — schans: 184,1 p — 15 km: 39.34,1 |
| Team Ladislav Patráš Ján Klimko Miroslav Kopal | team (m)        | 6e        | +2.57,6 — schans: 573,5 p — 30 km: 1:19.02,1 schans: 192,0 p — 10 km: 26.49,7 schans: 184,7 p — 10 km: 26.30,4 schans: 196,8 p — 10 km: 25.42,0 |

### Rodelen
| Olympiër              | Discipline | Resultaat | Prestatie                                             |
| --------------------- | ---------- | --------- | ----------------------------------------------------- |
| Petr Urban            | mannen     | 16e       | 3.08,624 (+3,076) (46,917 / 47,215 / 47,133 / 47,359) |
| Luboš Jíra            | mannen     | 21e       | 3.10,857 (+5,309) (47,647 / 47,569 / 47,819 / 47,822) |
| Petr Urban Luboš Jíra | dubbel     | 13e       | 1.33,621 (+1,681) (46,388 / 47,233)                   |

### Schaatsen
| Olympiër   | Discipline   | Resultaat | Prestatie         |
| ---------- | ------------ | --------- | ----------------- |
| Jiří Kyncl | 1500 m (m)   | 34e       | 1.58,44 (+6,38)   |
| Jiří Kyncl | 5000 m (m)   | 25e       | 6.59,82 (+15,19)  |
| Jiří Kyncl | 10.000 m (m) | 16e       | 14.27,32 (+39,12) |

### Schansspringen
| Olympiër                                              | Discipline                     | Resultaat | Prestatie |
| ----------------------------------------------------- | ------------------------------ | --------- | --- |
| Ladislav Dluhoš                                       | normale schans individueel (m) | 14e       | 191,0 punten 103,6 p. (85,0 m) + 87,4 p. (78,0 m) |
| Ladislav Dluhoš                                       | grote schans individueel (m)   | 14e       | 189,5 punten 99,2 p. (107,0 m) + 90,3 p. (101,0 m) |
| Jiří Malec                                            | normale schans individueel (m) | Brons     | 211,8 punten 106,9 p. (88,0 m) + 104,9 p. (85,5 m) |
| Jiří Malec                                            | grote schans individueel (m)   | 24e       | 181,2 punten 101,0 p. (109,0 m) + 80,2 p. (97,0 m) |
| Jiří Parma                                            | normale schans individueel (m) | 5e        | 203,8 punten 102,2 p. (83,5 m) + 101,6 p. (82,5 m) |
| Jiří Parma                                            | grote schans individueel (m)   | 29e       | 175,3 punten 89,2 p. (99,5 m) + 86,1 p. (98,0 m) |
| Pavel Ploc                                            | normale schans individueel (m) | Zilver    | 212,1 punten 105,3 p. (84,5 m) + 106,8 p. (87,0 m) |
| Pavel Ploc                                            | grote schans individueel (m)   | 5e        | 204,1 punten 112,7 p. (114,5 m) + 91,4 p. (102,5 m) |
| Team Ladislav Dluhoš Jiří Malec Pavel Ploc Jiří Parma | grote schans team (m)          | 4e        | 586,8 punten 87,1 p. (100,5 m) + 78,3 p. (96,0 m) 103,7 p. (109,5 m) + 89,7 p. (102,0 m) 97,3 p. (106,0 m) + 106,8 p. (111,0 m) 95,1 p. (103,0 m) + 94,2 p. (102,0 m) |

### IJshockey
| Olympiër | Discipline | Resultaat | Prestatie |
| --- | ---------- | --------- | --- |
| Jaroslav Benák Mojmír Božík Rudolf Suchánek Miloslav Hořava Bedřich Ščerban Antonín Stavjaňa Jiří Šejba Jiří Doležal Oto Haščák Jiří Hrdina Rostislav Vlach Jiří Lála Igor Liba Petr Vlk Eduard Uvíra David Volek Dušan Pašek Petr Rosol Vladimír Růžička Radim Raděvič Dominik Hašek Jaromír Šindel Petr Bříza | mannen     | 6e        | Voorronde groep B: 1- 2 Tsjecho-Slowakije - Bondsrepubliek Duitsland 7- 5 Tsjecho-Slowakije - Verenigde Staten 10- 1 Tsjecho-Slowakije - Noorwegen 4- 0 Tsjecho-Slowakije - Oostenrijk 1- 6 Tsjecho-Slowakije - Sovjet-Unie Finaleronde: 2- 6 Tsjecho-Slowakije - Zweden 5- 2 Tsjecho-Slowakije - Finland 3- 6 Tsjecho-Slowakije - Canada |

Amerikaanse Maagdeneilanden · Andorra · Argentinië · Australië · België · Bolivia · Bondsrepubliek Duitsland · Bulgarije · Canada · Chili · China · Chinees Taipei · Costa Rica · Cyprus · Denemarken · Duitse Democratische Republiek · Fiji · Filipijnen · Finland · Frankrijk · Griekenland · Groot-Brittannië · Guam · Guatemala · Hongarije · IJsland · India · Italië · Jamaica · Japan · Joegoslavië · Libanon · Liechtenstein · Luxemburg · Marokko · Mexico · Monaco · Mongolië · Nederland · Nederlandse Antillen · Nieuw-Zeeland · Noord-Korea · Noorwegen · Oostenrijk · Polen · Portugal · Puerto Rico · Roemenië · San Marino · Sovjet-Unie · Spanje · Tsjecho-Slowakije · Turkije · Verenigde Staten · Zuid-Korea · Zweden · Zwitserland